# Patrera fulvastra
Patrera fulvastra är en spindelart som beskrevs av Simon 1903. Patrera fulvastra ingår i släktet Patrera och familjen spökspindlar. Inga underarter finns listade i Catalogue of Life.